# CrissCross
CrissCross es una película de 1992, basada en la novela de Scott Sommer. Protagonizada por Goldie Hawn, Keith Carradine, Steve Buscemi y David Arnott, la película causó cierta controversia en su momento al mostrar el actor, en ese entonces de 12 años de edad, David Arnott completamente desnudo.

## Sinopsis
Tracey Cross (Goldie Hawn) es una madre divorciada que vive con su hijo Christopher (David Arnott) de 12 años en Cayo Hueso en 1969. Ella se transforma en estríper para poder mantener a su hijo Chris. Mientras tanto, Chris se ve involucrado con problemas de drogas.

## Reparto
- Goldie Hawn - Tracy Cross
- David Arnott - Chris Cross
- Keith Carradine - John Cross
- Arliss Howard - Joe
- Steve Buscemi - Louis
- James Gammon - Emmett
- J.C. Quinn - Jetty
- Paul Calderon - Blacky
- Cathryn de Prume - Oakley
- Nada Despotovich - Kelly
- David Anthony Marshall - Blondie